# (16251) Barbifrank
(16251) Barbifrank est un astéroïde de la ceinture principale.

## Description
(16251) Barbifrank est un astéroïde de la ceinture principale. Il fut découvert le 29 avril 2000 à Socorro (Nouveau-Mexique) par le projet LINEAR. Il présente une orbite caractérisée par un demi-grand axe de 2,43 UA, une excentricité de 0,22 et une inclinaison de 1,7° par rapport à l'écliptique.

## Compléments